# 腦波
腦波（brainwaves）或脑电波，是指人腦內的神經細胞活動時所產生的電氣性擺動。因這種擺動呈現在科學儀器上，看起來就像波動一樣，故稱之為腦波。脑波形成机制是因脑部大量神经元的同步神经振荡，进而产生脑电这样宏观的振荡活动。用一句話來說明腦波的話，或許可以說它是由腦細胞所產生的生物能源，或者是腦細胞活動的節奏。
人類每一秒，不論在做什麼，甚至睡覺時，大腦都會不時產生像「電流脈衝」一樣的「腦波」。腦波依頻率可分為五大類：β波（顯意識 14-30HZ）、α波（橋樑意識 8-14HZ）、θ波（潛意識 4-8Hz）及δ波（無意識 4Hz以下）和γ波(專注於某件事 30HZ 以上)等。這些意識的組合，形成了一個人的內外在的行為、情緒及學習上的表現。

## 名詞來源
十九世紀末，德國的生理學家漢斯·柏格看到電鰻發出電氣，認為人類身上必然有相同的現象，而發現了人腦中電氣性的振動。後來，藉由圖表來補捉腦波，才得知振動的存在。由於這和人類的意識活動有某種程度的對應，因而引起許多研究者的興趣。

## 腦波種類

### 常用腦波
| 腦波種類   | 腦波種類     | 頻率                      | 特性 |
| Delta（δ） | Delta（δ）   | 0.1 ~ 3 Hz                | 屬於「無意識層面」的波。 是在非快速動眼睡眠第三期時出現的腦波。                                                                                         |
| Theta（θ） | Theta（θ）   | 4 ~ 7Hz                   | 屬於「潛意識層面」的波。 存有記憶、知覺和情緒。影響態度、期望、信念、行為。 創造力與靈感的來源。深睡作夢、深度冥想時。 心靈覺知、個人見識較強、個性強。 |
| Alpha（α） | 慢速α波      | 8-9赫茲                   | 臨睡前頭腦茫茫然的狀態。意識逐漸走向糢糊。 |
| Alpha（α） | 中間α波      | 9-12赫茲                  | 靈感、直覺或點子發揮威力的狀態。身心輕鬆而注意力集中。                                                                                                  |
| Alpha（α） | 快速α波      | 12-14赫茲                 | 高度警覺，無暇他顧的狀態。 |
| Beta（β）  | Low Range    | 12.5 ~ 16 Hz              | 放鬆但精神集中 |
| Beta（β）  | Middle Range | 16.5 ~ 20 Hz              | 思考、處理接收到外界訊息（聽到或想到） |
| Beta（β）  | High Range   | 20.5 ~ 28 Hz              | 激動、焦慮 |
| Gamma（γ） | Gamma（γ）   | 25 ~ 100 Hz（通常在40Hz） | 提高意識、減輕壓力、冥想 |

### 罕用腦波
| 腦波種類   | 腦波種類   | 頻率                      | 特性 |
| Kappa（κ） | Kappa（κ） | 6 ~ 12 Hz（通常在8 ~ 10） | α波的一種 |
| Sigma（σ） | Sigma（σ） | 12 ~ 14 Hz                | 一陣有著獨特的紡錘波形的浪，這是最有用和最容易學習的正常睡眠階段與深沉睡眠階段的相關標記。這是非常窄頻帶的信號，由許多神經元的同步活動引起。窄頻帶，或同步的神經元活動通常與靜態的大腦狀態相關，和那些活躍的精神狀態（γ，β波）寬頻帶信號相反。σ 波中心頻率人人不同，有時可以與“正常”範圍距離相當遠。（又稱作紡錘） |
| Mu（μ）    | Mu（μ）    | 7 ~ 11 Hz                 | 類似於α波，與α波不同的地方是，它不受睜眼或心算的影響，並且受到體感刺激和四肢運動的抑制。（又稱作Mu旋律） |

### 誘發電位
| 腦波種類    | 腦波種類    | 頻率                     | 特性                                                 |
| Lambda（λ） | Lambda（λ） | 誘發電位（100 ~ 200 Hz） | 眼睛受光刺激時100ms後誘發（又稱作P100）              |
| P200        | P200        | 誘發電位                 | 尚有位於200ms左右的正波(P200)和270ms左右的負波(N270) |
| P300        | P300        | 誘發電位                 | 看到或聽到腦中想像的東西時約300ms後誘發電位改變      |
| N270        | N270        | 誘發電位                 | 尚有位於200ms左右的正波(P200)和270ms左右的負波(N270) |
| N400        | N400        | 誘發電位                 | N400在振幅上的變化，此屬於語意困惑的反應。           |

## 腦波檢查
脑电图（Electroencephalograph, EEG）是通过医学仪器脑电图描记仪将人体脑部自身产生的微弱生物电于头皮处收集，并放大记录而得到的曲线图。脑电图用于辅助诊断脑部相关疾病，但因为其易受到干扰，故临床上通常要结合其他手段来使用。脑电图主要用于癫痫、脑血管疾病等的检查。

### 檢查範圍
檢查範圍如下：
1. 腦部疾病的診斷：腦波可以作為腦部病變篩選的工具，以瞭解腦部是否有病變及病變的位置，並評估大腦皮質的功能是否異常。
2. 癲癇的診斷：腦波對於癲癇的診斷必要的，亦是重要的依據。
3. 其他：亦適用於不明原因的頭痛、睡眠障礙、異常行為、腦外傷、腦血管障礙、腦膜炎和安眠藥中毒等診斷。

### 檢查前準備
1. 醫師、醫檢師、解說檢查目的。
2. 檢查前將頭髮洗淨，不可塗抹髮油或噴髮膠。
3. 於檢查前需停用抗癲癇藥物，作清醒腦波時，前一晚盡可能使自己睡眠充足，勿服用鎮靜劑、安眠藥、咖啡或茶等，以提高檢查的準確性。作睡眠腦波時，前一晚少睡或中午盡量不要午睡，以免檢查時不能熟睡而無法檢查。
4. 病人在檢查前不要禁食，因禁食會影響腦波模式。

### 檢查過程
1. 檢查人員會請病患躺在檢查台上，先以酒精清潔頭部皮膚，以黏膠固定電極線。
2. 檢查人員安置電極線妥當後，即在一旁記錄腦波變化，並操作電波機器，病患此時不會感到不適。
3. 檢查時病患須避免頭部及身體移動。
4. 檢查時間約需40 ~ 60分鐘，檢查後檢查人員取下電極線後，會以紗布清潔病患頭皮上的膠液。
5. 做清醒腦波檢查時，請保持清醒，勿打瞌睡。做睡眠腦波時， 請盡量放鬆自己自然入睡。

## 腦波應用

### 腦機介面
腦機介面，舉交通大學資訊工程研究所一篇畢業論文為例：探討以運動想像之腦電波為基礎的腦機介面，同時這種腦機介面的技術目前還存在許多的議題，例如雜訊的降低、系統的自我學習以及使用者的自我訓練等等。使用一個空間濾波器的技術，用以將腦電波的雜訊濾除，並且提高運動想像相關的腦電波強度變化。我們以最大對比光束構成法為基礎來發展這個空間濾波器，這項技術能有效濾除雜訊干擾，並且拉大運動想像相關的事件相關同步/非同步現象，濾過的訊號更具有大腦皮質訊號源的意義。我們接著使用接受者操作曲線來對濾過的訊號做分析，以計算這樣的空間濾波器應用在腦機介面系統上的效能，本論文針對各種不同的情況對這項技術做探討，結果顯示此空間濾波器具有穩定良好的效果。
在本論文中我們也設計了一個線上的實驗，使用我們所訓練出來的空間濾波器，並且在線上實驗中加上視覺的生理回饋機制，藉由生理回饋讓使用者能做自我訓練，結果顯示此空間濾波器能夠應用在線上，但是視覺生理回饋會影響運動後的事件相關同步現象。

### 交通應用
已有相當多研究顯示腦波可直接應用於汽車、直升機的控制上

### 健康應用
在健康上的意義：
β波：生病波。緊張腦波，低免疫力，易生病。
α波：健康波。放鬆腦波，高免疫狀態，分泌腦內嗎啡，有自癒能力。
θ波：修復波。極度放鬆，又稱佛陀腦波，修復力強。
δ波：休息波。一般只有深度睡眠狀態才會出現。
最新的研究指出，腦波中的非線性特徵值亦可做為有效評估疼痛的指標。

### 運動應用
腦波測量技術能夠評估運動員的心理狀態，特別針對他們的專注力及對干擾的控制能力，從而體現運動員在動作準備階段的大腦皮層活動情形。進一步地，透過神經回饋訓練（neurofeedback training （页面存档备份，存于）），運動員的即時大腦活動能夠被同步，並透過聲音或視覺訊號提供反饋。此方法讓運動員能夠利用操作性制約的作用來調節他們的心理狀態，以達到更佳的表現水準。在運動科學領域的研究表明，腦波神經回饋訓練對於提升運動員的表現具有提升的效用。包括在高爾夫球推桿的準確度上。

### 娛樂應用
有沒有發現在打電動的時候，身體不一定能跟上腦中所想的動作，這個問題在腦機介面成熟後將不再是問題，未來的遊戲將是在虛擬實境中進行，再也不是用手指或身體來進行遊戲，而是藉由精密的機器與你的腦部做連結，直接用你的意識來控制遊戲中角色的動作，如此一來遊戲將變得更加流暢，更能身歷其境。現在已經開發出不止一款利用腦波來遊玩的遊戲，也不禁讓人更加期待未來的娛樂產業會走到什麼程度。

### 隱私權保障
就像是指紋一樣，每個人的腦波也是獨一無二的，根據交通大學生醫工程研究所一篇畢業論文研究指出未來將可利用腦波的獨特性來建構身分辨識系統。